# Cuisine d'Antigua-et-Barbuda

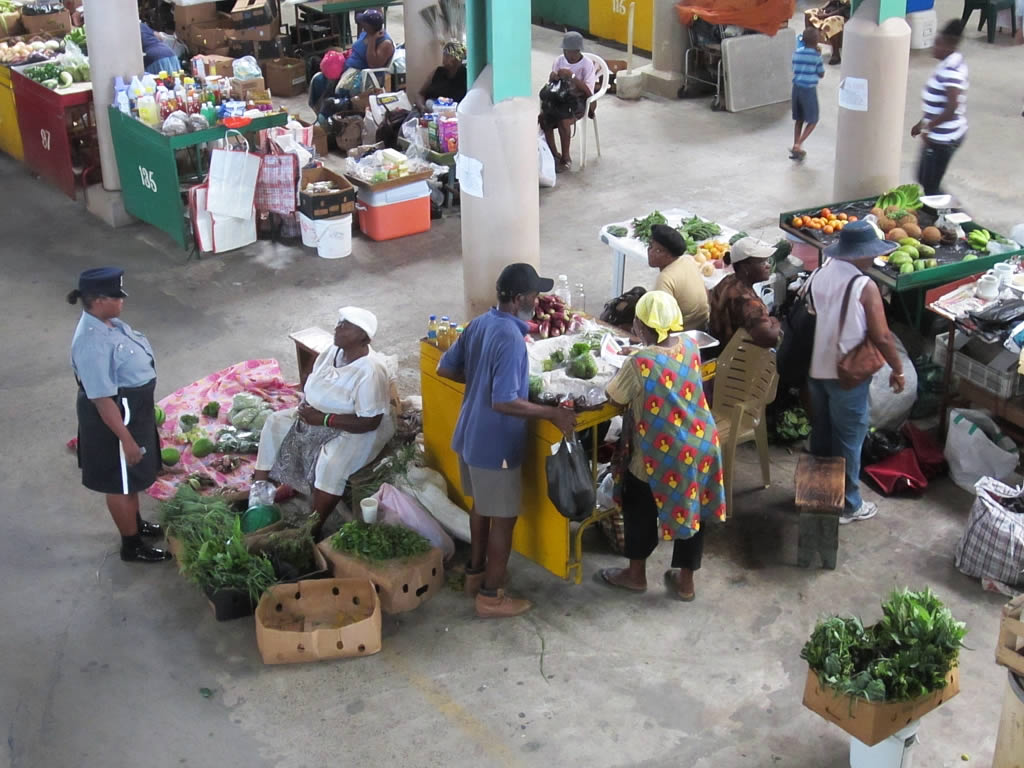
Marché dans la capitale de Saint John's.

La cuisine d'Antigua-et-Barbuda désigne la gastronomie d'Antigua-et-Barbuda dans les Caraïbes. Le plat national est le fungie (prononcé foon-jee) et le poivre. Le fungie est un plat similaire à la polenta italienne, fait principalement avec de la farine de maïs. Les autres plats locaux sont le ducana, le riz épicé, le poisson salé et la langouste (de Barbuda). Il y a aussi des sucreries locales, notamment : le gâteau au sucre, le fudge, le ragoût de framboises et de tamarin et le brittle de cacahuètes.
Bien que ces aliments soient indigènes à Antigua-et-Barbuda et à certains autres pays des Caraïbes, le régime alimentaire local s'est diversifié et comprend désormais des plats locaux de la Jamaïque, comme le bœuf séché, ou de Trinidad, comme le rôti, et d'autres pays des Caraïbes.

## Aliments et plats courants

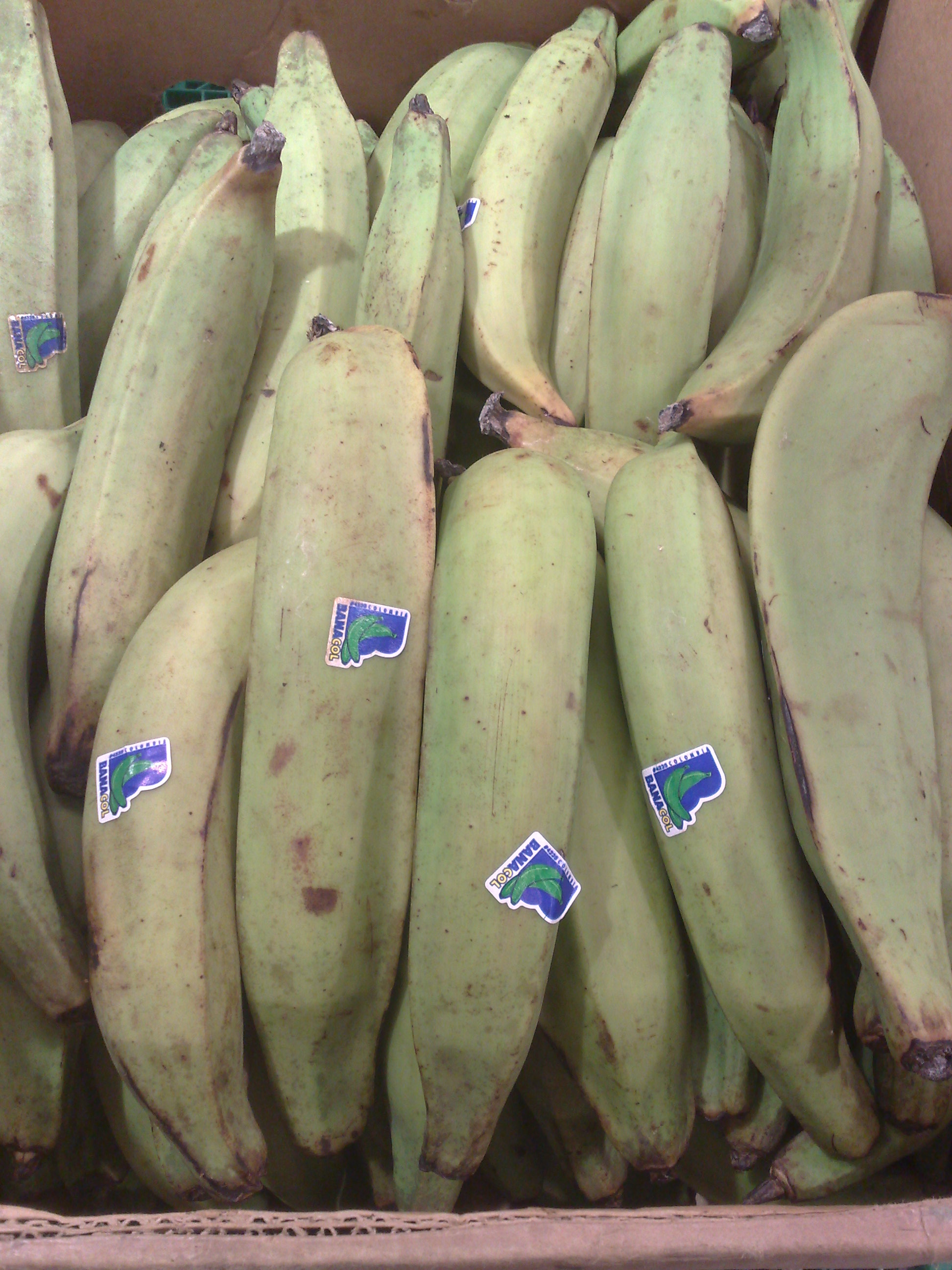
Banane plantain

Les plats du petit-déjeuner comprennent le poisson salé, l'aubergine (également appelée troba), les œufs et la laitue. Les déjeuners comprennent généralement des féculents comme du riz, des macaronis ou des pâtes, des légumes ou de la salade, un plat principal (poisson, poulet, porc, bœuf, etc.) et un accompagnement comme une tarte aux macaronis, des pommes de terre gratinées ou des bananes. Le dimanche, de nombreux habitants du pays vont à l'église et préparent ensuite divers repas à la maison. Le dîner du dimanche est souvent consommé plus tôt (vers 14 h) car les habitants ne travaillent pas le dimanche. Les dîners peuvent comprendre du porc, du poulet cuit au four, de l'agneau en ragoût ou de la dinde, ainsi que du riz (préparé de diverses manières), du pâté de macaroni, des salades et une boisson locale.
La morcilla, également connue sous le nom de boudin, une saucisse bien assaisonnée à base de riz, de viande et de sang, est également appréciée par les habitants d'Antigua. En parcourant les routes de campagne d'Antigua, vous verrez des habitants faire griller du maïs fraîchement cueilli, généralement dans son enveloppe, sur des grils improvisés, prêts à être achetés et consommés. Antigua est fière d'affirmer que ses ananas cultivés localement sont parmi les plus doux que vous puissiez trouver. L'ananas d'Antigua est un fruit très petit mais souvent juteux et sucré. Il existe de petites exploitations d'ananas sur toute l'île.

## Boissons
Les boissons locales comprennent le mauby, le seamoss, le jus de tamarin, le jus de framboise, la mangue, l'hibiscus, le fruit de la passion, la goyave, la guanabana, la limonade, le lait de coco et la bière de gingembre, une boisson non alcoolisée.
Les boissons alcoolisées comprennent de la bière, des malts et des rhums, dont beaucoup sont brassés localement, notamment la bière Wadadli (qui tire son nom du nom original de l'île) et le rhum primé English Harbour. De nombreux locaux boivent des boissons gazeuses en bouteille qu'ils appellent des boissons sucrées, un parfum populaire étant le punch. Les habitants apprécient également la bière Red Stripe, le malt, la Guinness stout et la bière Heineken. Pour les fêtes de Noël, une boisson alcoolisée spéciale, très populaire à Antigua, s'appelle la liqueur de crème Ponche Kuba, une boisson épaisse et crémeuse de couleur havane, très sucrée et très alcoolisée.